# پلیسکا (نوشیدنی)
پلیسکا یک کنیاک بلغاری است. این نام از پلیسکا پایتخت قرون وسطایی بلغارستان گرفته شده‌است. پنج ستاره روی برچسب بطری این نوشیدنی به نشانهٔ پنج سال ذخیره شدن این نوشیدنی در بشکه‌های بلوط برای جا افتادن آن قرار دارد، برندهای کهنه تر (و البته گران‌تر) برای ۱۰، ۱۳ یا حتی ۱۷ سال ذخیره می‌شوند. پلیسکا معمولاً حدود ۴۰ درصد محتوی الکل است.
امروزه برچسب‌های قدیمی بطری‌های پلسکا برای مجموعه داران ارزشمند است. اوایل از بلغارستان وارد و در آلمان توزیع می‌شد.
مشهورترین توزیع کننده پلسکا تولیدکننده نوشیدنی گامزا از شهر پلون بلغارستان است.

## ظاهر و طعم
شکل ظاهری برند پلیسکا معمولاً به رنگ چوب ماهون توصیف می‌شود. از جمله اینکه این نوشیدنی حاوی طعم‌های وانیلی است که در اصل عامل طعم آن هستند.

## پیوندهای تکی
1. ↑  "Flaschenetikett: Pliska (Gamza, Bulgarien) Col:BUL-COGNAC-0002". colnect.com. Retrieved 2016-03-31.
2. ↑  webreviver.de. "Weinbrand Brandy - Original Pliska VSOP - 7 Jahre - 0,5 l - Bulgaria Online Shop". www.bulgaria-shop.de. Retrieved 2016-03-31. بایگانی‌شده  در ۳۱ مارس ۲۰۱۶ توسط Wayback Machine «نسخه آرشیو شده». بایگانی‌شده از اصلی در ۳۱ مارس ۲۰۱۶. دریافت‌شده در ۱۱ فوریه ۲۰۲۱.